# Liste jesidischer Tempel
Dies ist eine Liste jesidischer Tempel. Die jesidischen Tempel werden auch als Qub bezeichnet.
| Name                             | Ort                         | Bild                                   | Beschreibung |
| -------------------------------- | --------------------------- | -------------------------------------- | --- |
| Lalisch                          | Irak                        |                                        | Hauptheiligtum der Jesiden, in dem die Grabstätte von Scheich Adi liegt.                                            |
| Sharfadin                        | Sindschar-Gebirge, Irak     |                                        | Ein 800 Jahre alter jesidischer Tempel, der von den Jesiden als einer der heiligsten Orte der Erde betrachtet wird. |
| Chel Mera                        | Sindschar-Gebirge, Irak     |                                        | Tempel der „40 Männer“, liegt es auf dem Gipfel des Sindschar-Gebirge.                                              |
| Makan Shekh Adi                  | Sindschar-Gebirge, Irak     |                                        | Der Tempel Makan Shekh Adi im Sindschar-Gebirge ist der Ort, den Scheich Adi besuchte, bevor er nach Lalisch ging.  |
| Ziyarat                          | Aknalitsch, Armenien        |                                        | Der erste jesidische Tempel in Armenien, der 2013 in Aknalitsch eingeweiht wurde.                                   |
| Quba Mere Diwane                 | Aknalitsch, Armenien        |                                        | Der größte jesidische Tempel der Welt in Armenien, der 2019 in Aknalitsch eingeweiht wurde.                         |
| Jesidischer Tempel in Bacin      | Güven (Bacin), Türkei       |                                        | Im Südosten der Türkei                                                                                              |
| Quba Haji Ali                    | Baadre, Nordirak            |                                        | |
| Khiz Rahman                      | Baadre, Irak                |                                        | |
| Quba Siltan Ezid                 | Tiflis, Georgien            |                                        | |
| Quba Xatuna Fexra                | Mağara (Kiwex), Türkei      |                                        | „Tempel der Khatuna Fekhra“                                                                                         |
| Quba Pire Ewra                   | Sindschar-Gebirge, Irak     |                                        | „Tempel vom Pir der Wolken“                                                                                         |
| Şexsê Batê                       | Babira, Irak                |                                        | |
| Quba Sheikh Mand                 | Sindschar-Gebirge, Irak     |                                        | Im Süden des Sindschar-Gebirges                                                                                     |
| Nishingaha Peroz                 | Ain Sifni, Irak             |                                        | |
| Jesidischer Tempel in Khatare    | Chatare (Khatare), Irak     |                                        | |
| Jesidischer Tempel in Dorata     | Dorata, Irak                |                                        | |
| Jesidischer Tempel in Sreschka   | Sreschka, Irak              |                                        | |
| Jesidischer Tempel in Khoschaba  | Choschaba (Khoschaba), Irak |                                        | |
| Jesidischer Tempel in Baschiqa   | Baschiqa, Nordirak          |                                        | |
| Jesidischer Tempel in Bardarasch | Bardarasch, Nordirak        |                                        | |
| Mam Rashan                       | Sindschar-Gebirge, Nordirak |                                        | |
| Shebl Qasim                      | Sindschar-Gebirge, Irak     |                                        | |
| Pire Zirav Tempel                | Cinerya, Türkei             | Yazidi temple in a cemetery in Cinerya | Der Tempel befindet sich in der Nähe des großen Tempels Zewa Mira of Xalta                                          |

## Weitere jesidische Pilgerstätten in der Türkei
Jesidische Pilgerstätten in der Region Batman:
- Ziyareta Qulubdor
- Parestgeha Qolîbaba
- Ziyareta Şêx Gêlan
- Silavgeha Olmemenda
- Zêwa Mîra (Zêwa Şêxan)
- Ziyareta Şêxevinda
- Ziyareta Mîrê Bazbutê
- Ziyareta Cafil Teyar
- Ziyareta Mêrê Bendikê
- Ziyareta Keçika Qadîşkê
- Parestgeha Şêxûbekir
- Ziyareta Heqîm Fêriz
- Ziyareta Şêx Usiv
- Ziyareta Şêx Cemadîn (Şêxê Şêşimsa ye)
- Ziyareta Mezela Kekê (Ziyareta Şerfedîn)
- Ziyareta Xefûrê rêyan (Şêxên Şemsaniyê)
- Ziyareta Amadînan
- Ziyareta Şorekê (Xwedanê Şêx Miçê –Şemsaniyê)
- Parestgeha Şêxalê Şemsa
- Ziyareta Girê Seyîd
- Ziyareta Sorê Soran
- Ziyareta Şêxê Hesen(Melîk Şêxisîn)
- Ziyareta Mêrê Bayê
- Ziyareta Mamen Dela
- Ziyareta Şêxîsên
- Ziyareta Hecirka Şêxîsên
- Ziyareta Şêx Mahmûd
- Dêra Mergogîs (Xaçparêza)
- Ziyareta Kaniya Nasirdîn

Jesidische Pilgerstätten in der Region Tur Abdin und in der Umgebung von Nusaybin:
- Ziyareta Hesen Begê
- Pîrê Xeyîb(wenda)
- Şêbel Qasem
- Şêx Hazîz
- Şêx Ahmet
- Şikefta Pîrê Alî
- Dimdimo
- Şxmîr
- Ziyareta Şêx Zeyno
- Kumreş
- Merê Hereb
- Derik
- Mêrava Bacinê
- Mêrava Kîwexê
- Hacîdo
- Xalbûb
- Xexê Bêsa
- Ziyareta sipî